# Balhorn
Balhorn ist der älteste Ortsteil der Gemeinde Bad Emstal im nordhessischen Landkreis Kassel.

## Geographie
Balhorn liegt in der nordhessischen Berglandschaft in den Ostwaldecker Randsenken, etwa 16 km westlich von Kassel, 8 km südwestlich von Wolfhagen.
Direkte Nachbarorte (per Straßenverbindung) sind:
- Altenstädt im Westen
- Istha im Norden
- Martinhagen im Nordosten
- Sand (größter Ortsteil und Sitz der Gemeindeverwaltung von Bad Emstal) im Süd-Südosten
- Elbenberg im Südwesten

Um den Ort, der auf ca. 320 m ü. NN liegt, gibt es folgende größere Erhebungen
- Wattenberg mit 516 m ü. NN im Nordosten
- Remmenhausener Kopf mit 427,6 m ü. NN im Osten
- Erzeberg mit 436,7 m ü. NN im Südosten
- Wartberg mit 430,8 m ü. NN im Südwesten

Balhorn liegt am Spolebach, unmittelbar südlich der Wasserscheide zwischen Eder und Diemel, die zwischen Balhorn und dem nördlich gelegenen Istha verläuft.

## Geschichte
Die älteste bekannte schriftliche Erwähnung von Balhorn erfolgte unter dem Namen villa Balahorna im Breviarium Sancti Lulli des Klosters Hersfeld und wird in die Zeit 775–786 datiert. Vermutlich ist der Ort jedoch wesentlich älter, Fundstücke und Urnengräber aus der Bronzezeit lassen auf eine lange Siedlungsgeschichte schließen. 1340 erhob Landgraf Heinrich II. von Hessen Balhorn zum Gerichtsort; zum Gerichtsbezirk gehörten Balhorn, Merxhausen, Riede, Sand und Offenhausen sowie die später wüst gefallenen Siedlungen Almundeshusen, Emserberg, Fischbach, Mutslar, Reinboldeshusen, Hohenfeld, Wagenhusen, Gelnrod, Swallinghusen, Berningshausen und Ramershusen. Spätestens ab 1357 gehörte der Ort zum hessischen Amt Gudensberg. Das Kirchenpatronat lag bis zur Reformation bei dem Kloster Hasungen, danach bei den hessischen Landgrafen.
Mit der Eröffnung der Kassel-Naumburger Eisenbahn 1904 erhielt Balhorn einen eigenen Bahnhof. In den 1960er Jahren entstanden ein Dorfgemeinschaftshaus und das Freibad am Distelberg.
Die bis dahin selbständige Gemeinde  Balhorn und wurden im Zuge der Gebietsreform in Hessen auf freiwilliger Basis zum 31. Dezember 1971 nach Emstal eingemeindet. Für Balhorn wurde ein Ortsbezirk mit Ortsbeirat und Ortsvorsteher nach der Hessischen Gemeindeordnung gebildet.

## Bevölkerung
Einwohnerstruktur 2011
Nach den Erhebungen des Zensus 2011 lebten am Stichtag, dem 9. Mai 2011, in Balhorn 1707 Einwohner. Darunter waren keine 48 (2,8 %). Nach dem Lebensalter waren 327 Einwohner unter 18 Jahren, 705 zwischen 18 und 49, 369 zwischen 50 und 64 und 174 Einwohner waren 306 und älter. Die Einwohner lebten in 711 Haushalten. Davon waren 198 Singlehaushalte, 192 Paare ohne Kinder und 261 Paare mit Kindern, sowie 48 Alleinerziehende und 12 Wohngemeinschaften. In 129 Haushalten lebten ausschließlich Senioren und in 492 Haushaltungen lebten keine Senioren.
Einwohnerentwicklung
| Quelle: Historisches Ortslexikon |                   |
| • 1585:                          | 79 Haushaltungen  |
| • 1747:                          | 107 Haushaltungen |

| Balhorn: Einwohnerzahlen von 1834 bis 2011 | Balhorn: Einwohnerzahlen von 1834 bis 2011 | Balhorn: Einwohnerzahlen von 1834 bis 2011 | Balhorn: Einwohnerzahlen von 1834 bis 2011 | Balhorn: Einwohnerzahlen von 1834 bis 2011 |
| --- | ------------------------------------------ | ------------------------------------------ | ------------------------------------------ | ------------------------------------------ |
| Jahr |                                            |                                            |                                            | Einwohner                                  |
| 1834 | 1834                                       |                                            | 816                                        | 816                                        |
| 1840 | 1840                                       |                                            | 861                                        | 861                                        |
| 1846 | 1846                                       |                                            | 876                                        | 876                                        |
| 1852 | 1852                                       |                                            | 915                                        | 915                                        |
| 1858 | 1858                                       |                                            | 861                                        | 861                                        |
| 1864 | 1864                                       |                                            | 942                                        | 942                                        |
| 1871 | 1871                                       |                                            | 953                                        | 953                                        |
| 1875 | 1875                                       |                                            | 953                                        | 953                                        |
| 1885 | 1885                                       |                                            | 942                                        | 942                                        |
| 1895 | 1895                                       |                                            | 879                                        | 879                                        |
| 1905 | 1905                                       |                                            | 921                                        | 921                                        |
| 1910 | 1910                                       |                                            | 928                                        | 928                                        |
| 1925 | 1925                                       |                                            | 911                                        | 911                                        |
| 1939 | 1939                                       |                                            | 950                                        | 950                                        |
| 1946 | 1946                                       |                                            | 1.636                                      | 1.636                                      |
| 1950 | 1950                                       |                                            | 1.508                                      | 1.508                                      |
| 1956 | 1956                                       |                                            | 1.268                                      | 1.268                                      |
| 1961 | 1961                                       |                                            | 1.263                                      | 1.263                                      |
| 1967 | 1967                                       |                                            | 1.276                                      | 1.276                                      |
| 1970 | 1970                                       |                                            | 1.332                                      | 1.332                                      |
| 1980 | 1980                                       |                                            | ?                                          | ?                                          |
| 1990 | 1990                                       |                                            | 1.571                                      | 1.571                                      |
| 2000 | 2000                                       |                                            | 1.787                                      | 1.787                                      |
| 2011 | 2011                                       |                                            | 1.707                                      | 1.707                                      |
| Datenquelle: Historisches Gemeindeverzeichnis für Hessen: Die Bevölkerung der Gemeinden 1834 bis 1967. Wiesbaden: Hessisches Statistisches Landesamt, 1968. Weitere Quellen: LAGIS; Gemeinde Bad Emstal;; Zensus 2011 |                                            |                                            |                                            |                                            |

## Religion

### Evangelische Pfarrkirche
Eine erste Kirche wird bereits 1342 erwähnt. Der Turm der Wehrkirche stammt aus dem Jahr 1488 und ist im gotischen Stil errichtet, die heutige barocke Turmhaube erhielt er 1724. Aus der Entstehungszeit stammen der gotische Unterbau des Torhauses und der Gerichtstisch mit der Dorflinde. Das alte Kirchenschiff wurde 1742 abgerissen, es entstand bis 1748 nach Plänen des landgräflichen Baumeister Giovanni Ghezzi ein barocker Saalbau mit westlich ausgerichteter Apsis. In den Jahren 1893 bis 1895 wurde die Kirche durch den Kasseler Konsistorialbaumeister Gustav Schönermark durch den Anbau zweier Seitenflügel kreuzförmig erweitert. Die Anbauten, deren Decke von den Statuen von zwei der  Theologischen Tugenden Spes und Caritas getragen wird, dienen als Emporenräume. Dazu wurde die neue Verglasung von der Marburger Werkstatt K.J. Schultz Söhne geschaffen.

### Selbständige Evangelisch-Lutherische Kirche
Die Kirche der Selbständigen Evangelisch-Lutherischen Kirche (SELK) wurde 1921 erbaut und am 3. Advent 1921 eingeweiht. Schon um 1874 befand sich an diesem Standort ein Gebäude, welches die Gemeinde nutzte. Balhorn ist einer der Hauptorte der evangelischen Althessischen Kirche.
Aufgrund der Kontakte von Gemeindemitgliedern zur altlutherischen Gemeinde von Reinswalde (Niederlausitz) zog es nach dem Zweiten Weltkrieg Reinswalder Vertriebene nach Balhorn, die dort eine neue Heimat fanden und sich in der Gemeinde integrierten.

### Historische Religionszugehörigkeit
| Quelle: Historisches Ortslexikon |                                                                     |
| • 1885:                          | 940 evangelische (= 99,79 %), zwei katholische (= 0,21 %) Einwohner |
| • 1961:                          | 1134 evangelische (= 89,79 %), 112 katholische (= 8,87 %) Einwohner |

## Politik
Der Ortsbeirat für den Ortsbezirk Balhorn besteht aus fünf Mitgliedern. Die Wahlbeteiligung zur Wahl des Ortsbeirats bei der Kommunalwahl 2021 betrug 58,53 %. Alle Kandidaten gehörten „Bajhorner Liste“ an. Der Ortsbeirat wählte Roger Mansfeld zum Ortsvorsteher.